# خيراردو مارتينو
خيراردو دانييل مارتينو (بالإسبانية: Gerardo Daniel Martino) (مواليد 20 نوفمبر 1962 في روساريو) لاعب كرة قدم أرجنتيني سابق ومدرب حالي لنادي إنتر ميامي في الدوري الأمريكي.
وقد شكلت فتراته مع منتخب باراغواي (2017-2011) ومع نادي برشلونة الإسباني (2013-2014) ومنتخب بلاده الأرجنتين (2014-2016) أبرز محطاته التدريبية.

## حياته
ولد تاتا في 20 نوفمبر 1962 في روزاريو الأرجنتينية ولعب في صفوف نيويلز أولد بويز كلاعب وسط مهاجم، وعلى مدار مسيرته كلاعب التي استمرت من 1980 حتى 96 لعب تاتا لأندية تينيرفي ولانوس وأوهيجنز وبرشلونة الإكوادوري.

## مسيرته كمدرب
بدأت المسيرة التدريبية لتاتا في عام 1998 مع برون دي أركيفيز الأرجنتيني التابع لبيونيس آيريس، قبل أن يدرب بالاتينس في 99 ثم انستيتيوتو في 2000،ثم ليبرتاد في عام 2000. مثل فريق ليبرتاد الباراغواياني نقطة الانطلاقة الناجحة في مسيرة المدرب المقبل للبارسا فحقق معه لقب الدوري في عام 2002 وحافظ عليه في 2003 ثم حافظ عليه مع فريق سيرو بورتينو في 2004 قبل أن يحصل عليه لخامس مرة مع ليبرتاد مجدداً في 2006.
تولى المدرب تدريب منتخب باراغواي في صيف 2006 ليحصل على لقب أفضل مدرب في أمريكا الجنوبية في 2007، نجح تاتا في التأهل مع بارجواي لربع نهائي كأس العالم 2010 في جنوب أفريقيا، بالتعادل 1-1 مع إيطاليا حامل اللقب وقتها ثم الفوز 2-0 على سلوفاكيا ويتصدر المجموعة السادسة بتعادل سلبي مع نيوزلندا. نجح في الوصول لنهائي كوبا أمريكا 2015 والتي خسرها بركلات الترجيح، ثم تكرر نفس السيناريو في العام الموالي ويخسر كوبا أمريكا المئوية بنفس الطريقة وأمام نفس الخصم، ليترك بعد ذلك منتخب بلاده ويتّجه لتدريب النادي الوليد أتلانتا يونايتد الأمريكي في أول مواسمه في الدوري الأمريكي

## روابط خارجية
- خيراردو مارتينو على موقع الاتحاد الدولي (مؤرشف)  (الإنجليزية)
- خيراردو مارتينو على موقع قاعدة بيانات كرة القدم.إي يو (الإنجليزية)
- خيراردو مارتينو على موقع ناشيونال فوتبول تيمز (الإنجليزية)
- خيراردو مارتينو على موقع Soccerbase.com (مدرب) (الإنجليزية)
- خيراردو مارتينو على موقع Soccerway.com (الإنجليزية)
- خيراردو مارتينو على موقع عالم كرة القدم.نت (الإنجليزية)